# Eduard Brandt

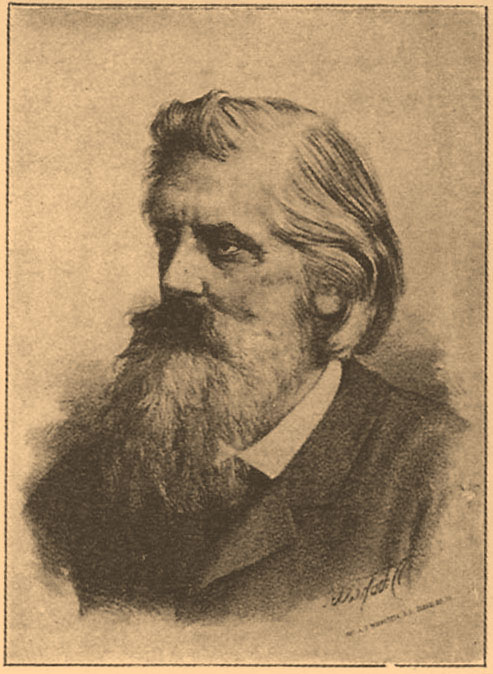
Eduard Brandt

Eduard Brandt (russisch Эдуард Карлович Брандт, Eduard Karlowitsch Brandt, auch Eduard von Brandt; * 15. Februar 1839 in Sankt Petersburg; † 17. November 1891 ebenda) war ein deutsch-russischer Anatom und Zoologe.

## Leben
Brandt besuchte die Petrischule in Sankt Petersburg und studierte an der Petersburger Medizinisch-Chirurgischen Akademie mit dem Diplom 1862 und der Promotion 1865. Er studierte auch Zoologie (besonders Entomologie) und Botanik und erwarb 1876 den Magister in Zoologie. 1863 wurde er Assistant am Lehrstuhl für Zoologie und vergleichende Anatomie der medizinisch-chirurgischen Akademie, 1865 Privatdozent und 1866 Prosektor. 1866 war er zu einer Studienreise bei Émile Blanchard und Henri Milne-Edwards in Paris und bei Richard Owen in London. 1873 wurde er zum a.o. Professor und 1878 zum o. Professor für Zoologie und vergleichende Anatomie an der medizinisch-chirurgischen Akademie ernannt. Er gab auch Zoologie-Kurse an verschiedenen anderen Hochschulen in Sankt Petersburg. 1881 wurde er in die Deutsche Akademie der Naturforscher Leopoldina gewählt. Für seine Untersuchungen über das Nervensystem von Insekten erhielt er einen Preis der französischen Akademie der Wissenschaften. 1880–1889 war er Präsident der Russischen Entomologischen Gesellschaft.